# Jaardicht
Een jaardicht of chronogram bestaat uit één of meer versregels, of een korte spreuk, waarin de letters M, D, C, L, X, U, V, W, I en Y als Romeinse cijfers beschouwd, bij samentelling een bepaald jaartal voorstellen (synoniemen: chronogram, jaartalvers, getalvers, tijdvers, carnacioen).

## Geschiedenis

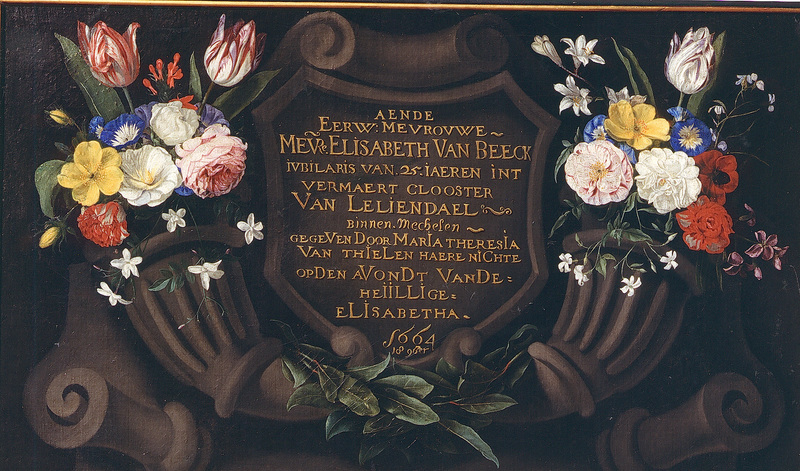
geschilderd chronogram, door Maria Theresa van Thielen, memorietafel van het klooster Van Leliëndael te Mechelen

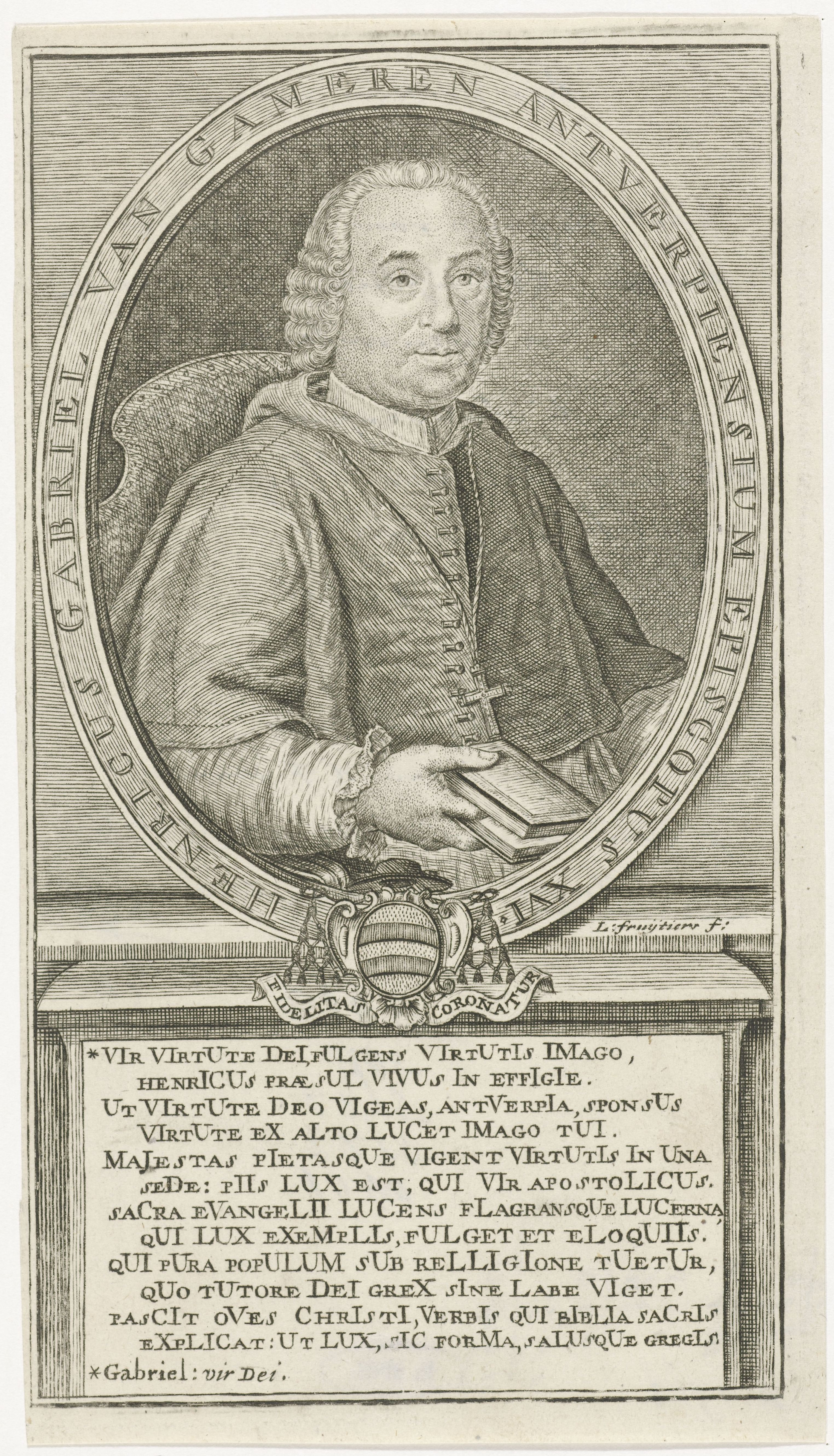
Portret van Mgr. Van Gameren, met een latijns chronogram. Ontwerp door Lodewijk Joseph Fruytiers

Deze traditie kwam tot bloei in de 16e eeuw. Rederijkerskamers waren zeer bedreven in het schrijven van lange chronogrammen. Het gebruik komt men overal in Europa tegen: in Groot-Brittannië, Frankrijk, Duitsland en Nederland en Vlaanderen. Vaak werd gekozen om met het jaarschrift een bepaald feit plechtig te dateren: een nieuw boek of gebouw werd er dan mee versierd. Een bekend chronogrammist was Lipsius, aan wie het bekende chronogram "oMnIa CadVnt" wordt toegeschreven.
In de Republiek der Zeven Verenigde Nederlanden kende het chronogram of jaardicht zijn bloeiperiode tussen circa 1600 en 1800. Het werd een geliefd en herkenbaar genre binnen de poëzie, met duidelijke conventies. In de 19e eeuw raakte het genre geleidelijk in onbruik, mede door veranderende literaire voorkeuren.

## Gebruik en functie
Jaardichten of chronogrammen werden niet alleen als sierlijk literaire vingeroefeningen geschreven, maar hadden ook een bredere maatschappelijke functie. Ze dienden vaak als nieuwjaarswens of gelegenheidsvers, bijvoorbeeld verspreid door krantenjongens, ambachtslieden of schoolmeesters als geschenk aan hun klanten of leerlingen. In die context fungeerde het jaardicht ook als een vorm van zelfrepresentatie en soms zelfs als bron van inkomsten.
De stijl van het jaardicht was doorgaans plechtig en moreel van toon, met verwijzingen naar religieuze thema’s, actuele gebeurtenissen of vaderlandse trots. Sommige dichters gebruikten het genre om gebeurtenissen uit het voorbije jaar te beschouwen en verwachtingen voor het nieuwe jaar uit te spreken. Bekende beoefenaars van het genre waren onder meer Joost van den Vondel, Jan Luyken en Willem Sluiter.

## Eigenschappen
Een chronogram kan in vrijwel iedere Europese taal worden gemaakt,  maar strikt genomen moet de tekst in het Latijn opgesteld zijn. In een jaardicht moeten alle letters die een Romeins cijfer voorstellen en die in de tekst voorkomen, daadwerkelijk gebruikt worden. Meestal staan zij als hoofdletters of groter afgebeeld, soms ook in een andere kleur, wat een aanwijzing is dat er een verborgen boodschap in de tekst zit. In elk woord van de tekst moet ten minste één Romeins cijfer voorkomen en de letter U moet als V geschreven worden. De letter W geldt als dubbel V; Y als dubbel I.
Door het gekunstelde karakter laat de begrijpelijkheid van de tekst soms te wensen over. Ook werden soms verkeerde jaartallen geschreven.

## Getalwaarde van de letters
- M = 1000
- D = 500
- C = 100
- L = 50
- X = 10
- V (U) = 5
- W (V + V) = 5 + 5 (=10)
- I (J) = 1
- Y (I + I) = 1 + 1 (=2)

## galerij

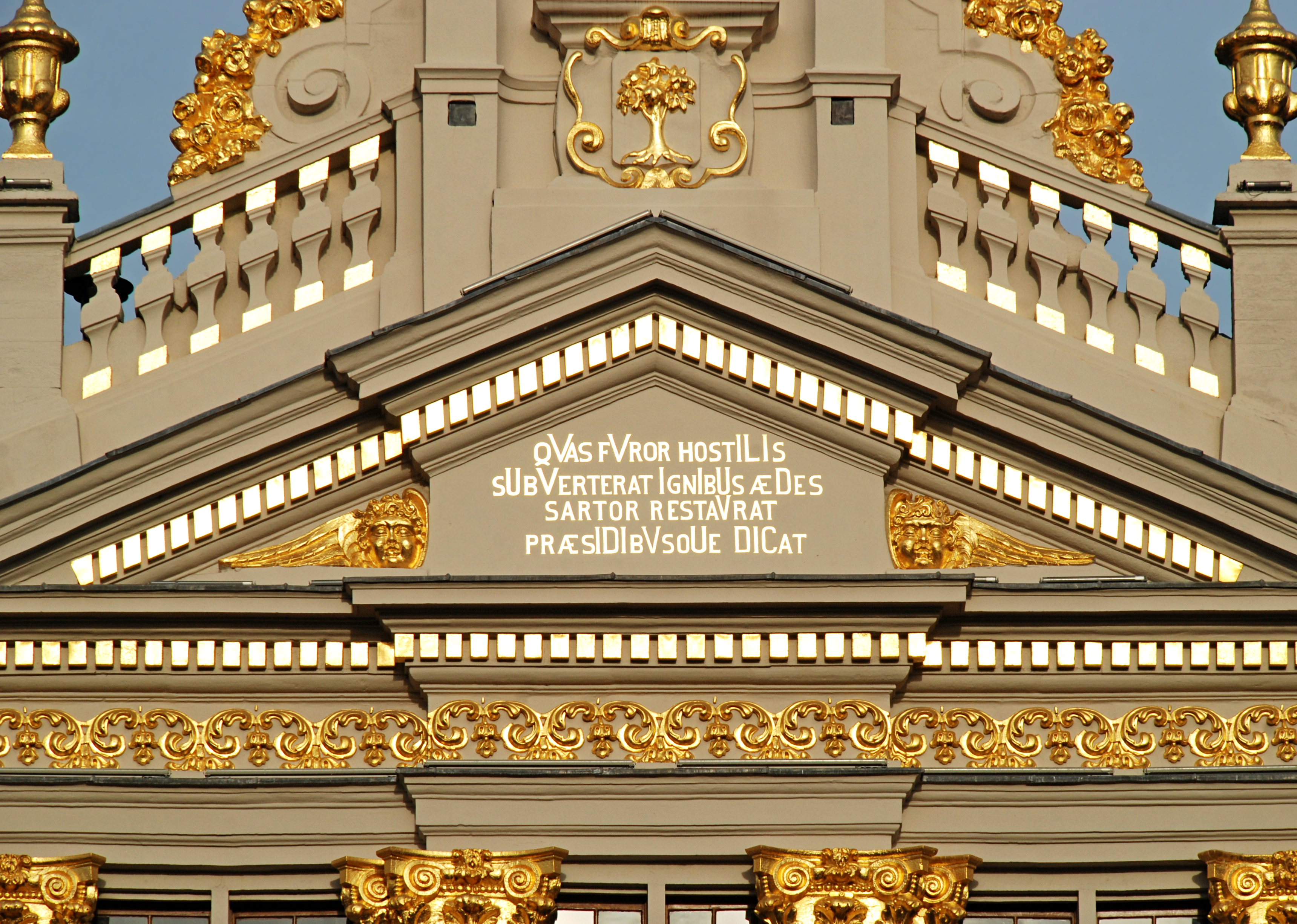
Chronogram op het huis De gulden boot op de Grote Markt van Brussel : qVas fVror hostILIs sVbVerterat IgnIbVs æDes sartor restaVrat præsIDIbVsqVe DICat.
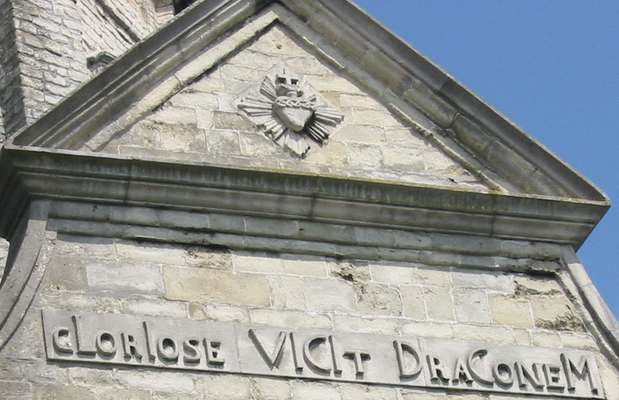
Chronogram op de kerk van Rupelmonde: gLorIose VICIt DraConeM
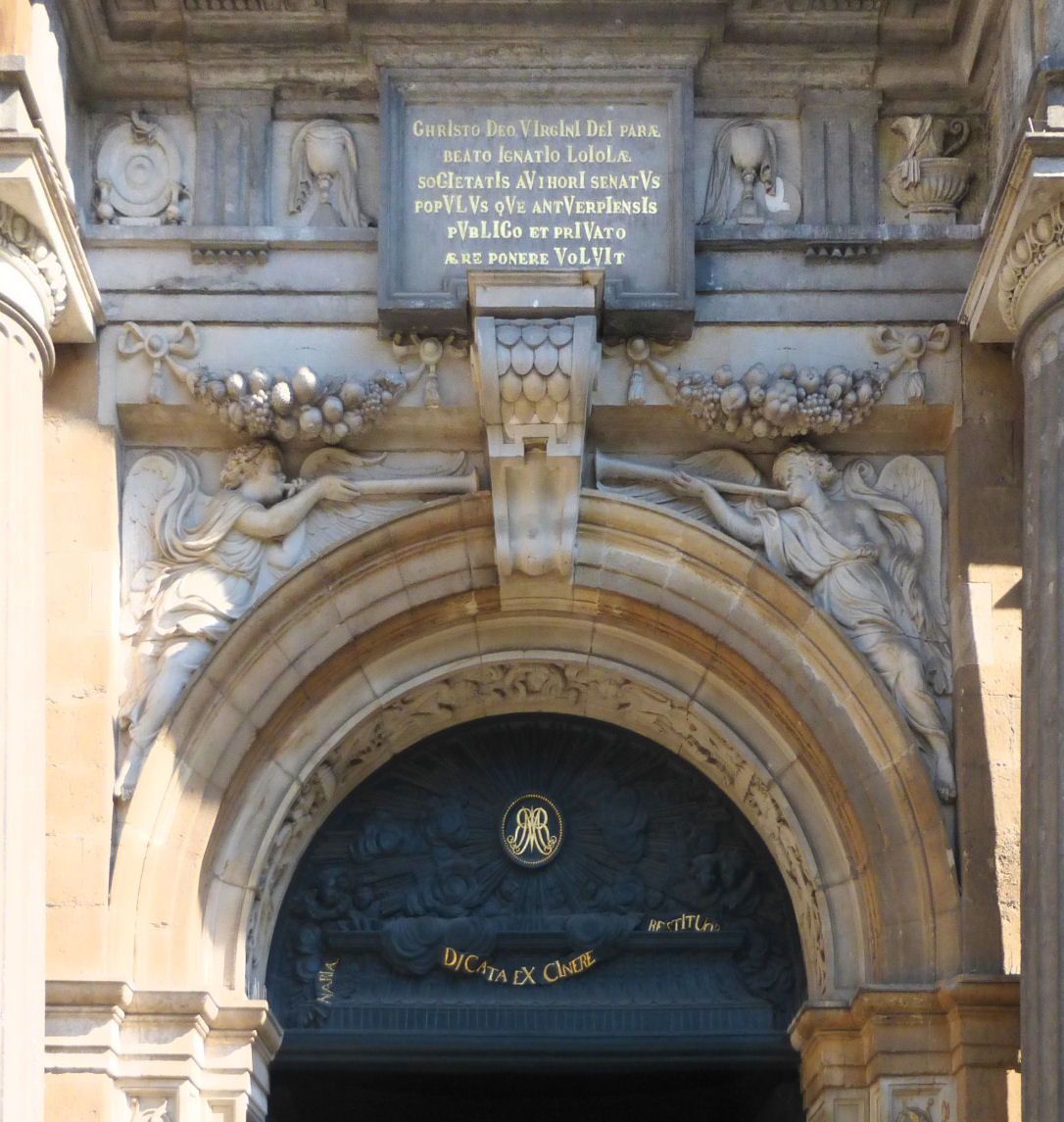
Chronogrammen, Sint-Carolus Borromeuskerk: ChrIsto DeI VIrgInI DeI parae, beato IgnatIo LoIoLae, soCIetatIs aVI hore senatVs popVLVsqVe antVerpIensIs pVbLICo et prIVato aere ponere VolVIt
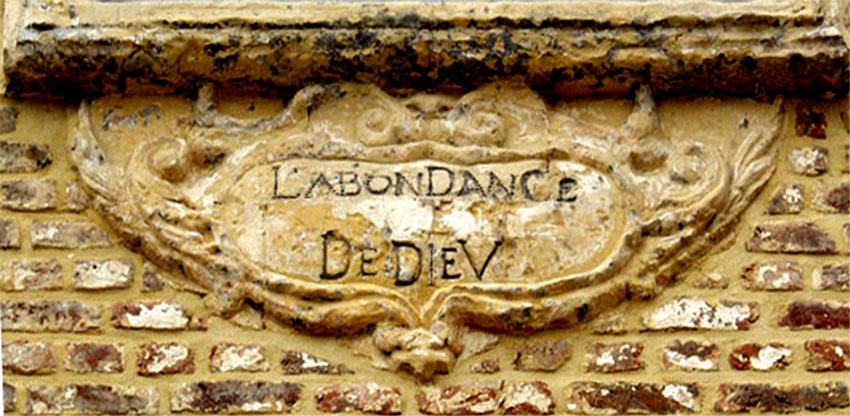
Chronogram op de tiendschuur van Herkenrode: l
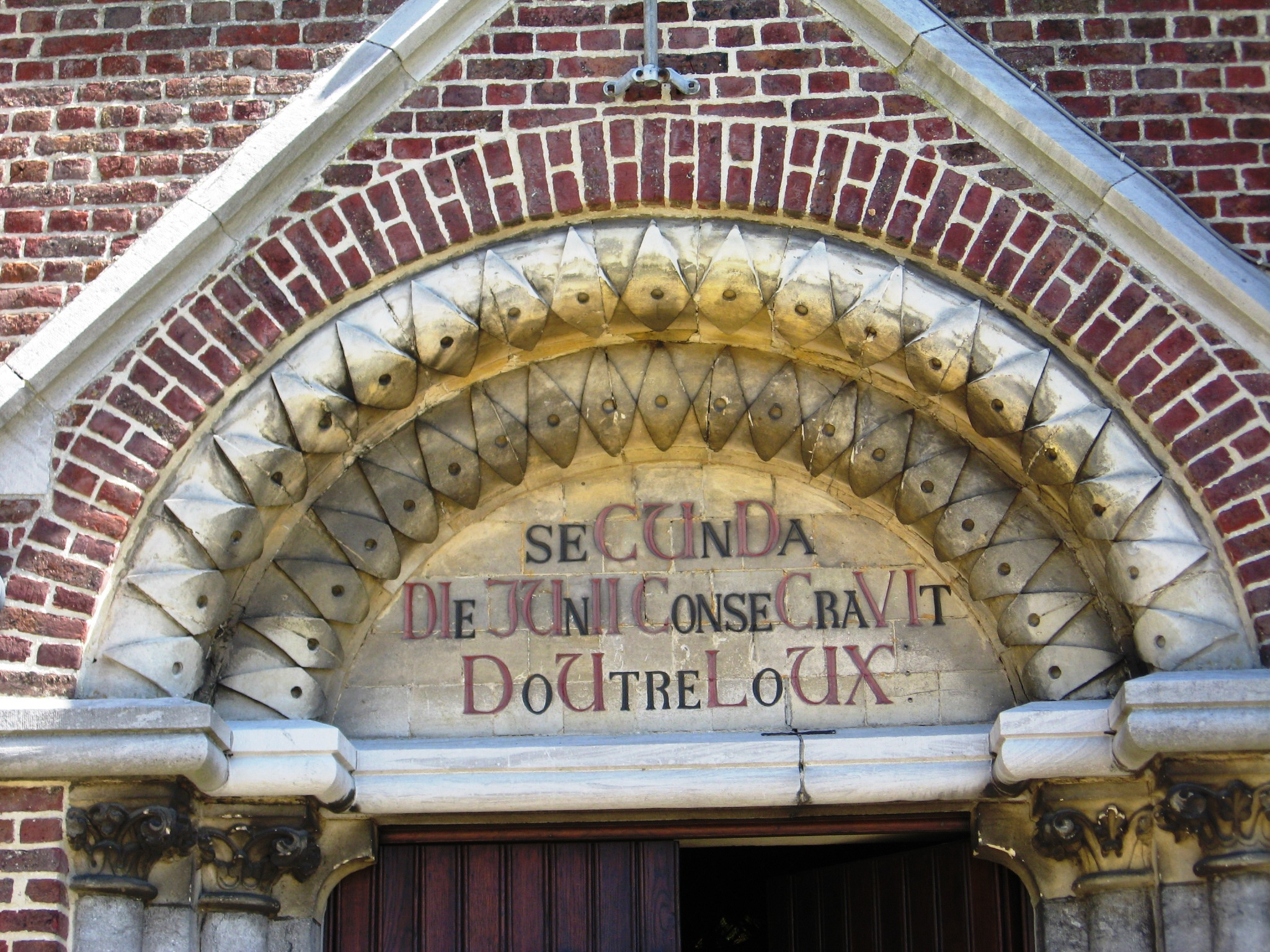
Chronogram boven de ingang van de dorpskerk te Spalbeek
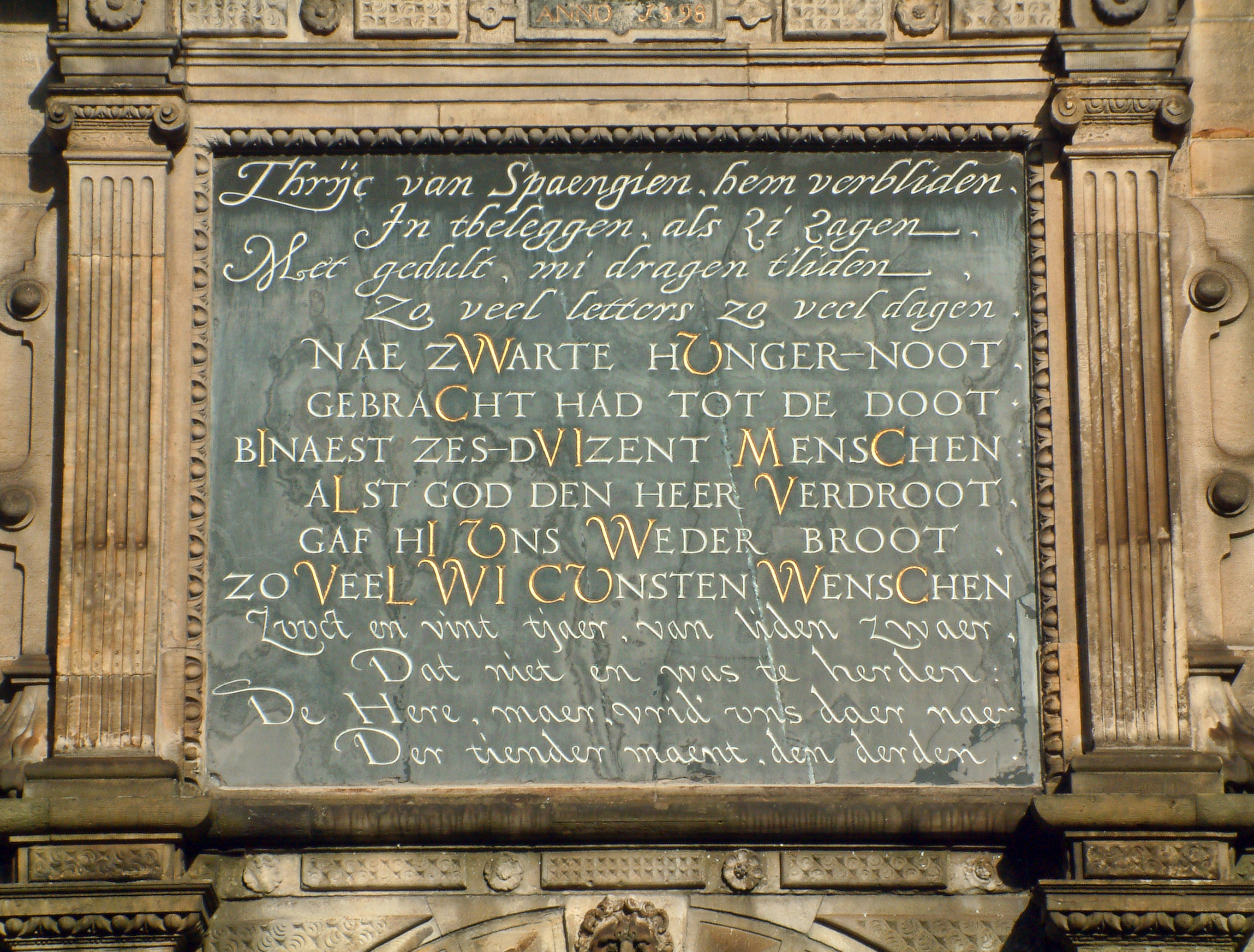
Chronogram op het stadhuis van Leiden
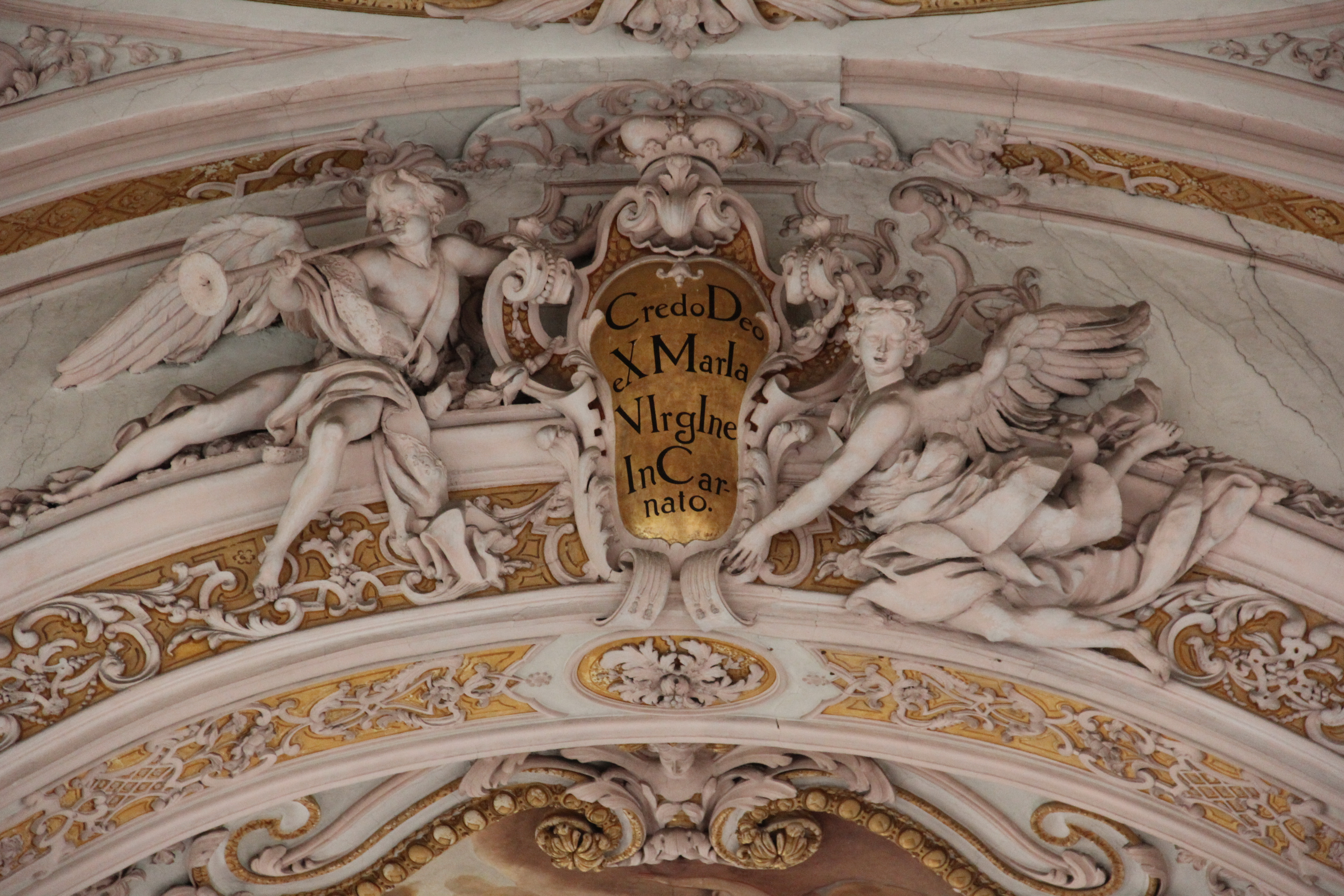
Chronogram, abdijkerk van Aldersbach, Beieren: CreDo Deo eX MarIa VirgIne InCarnato.
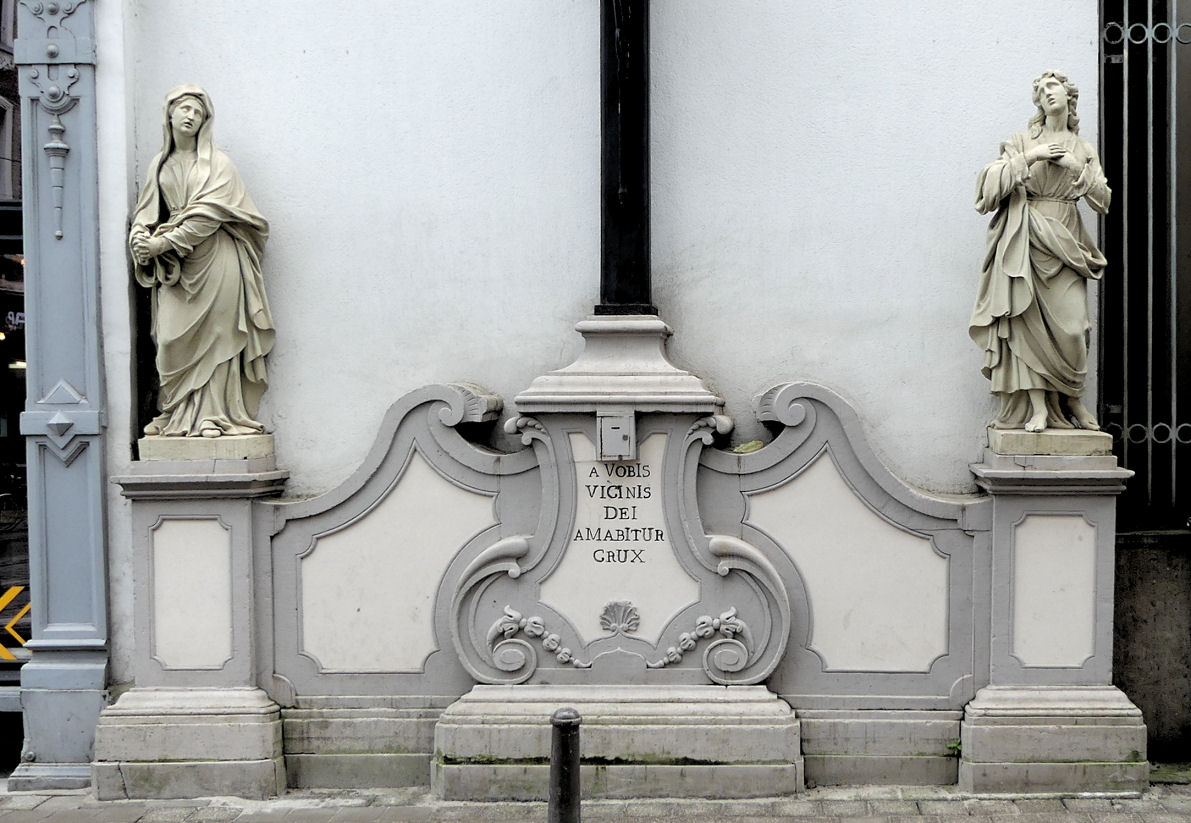
Latijns chronogram in Antwerpen, Calvarie door Pompe.
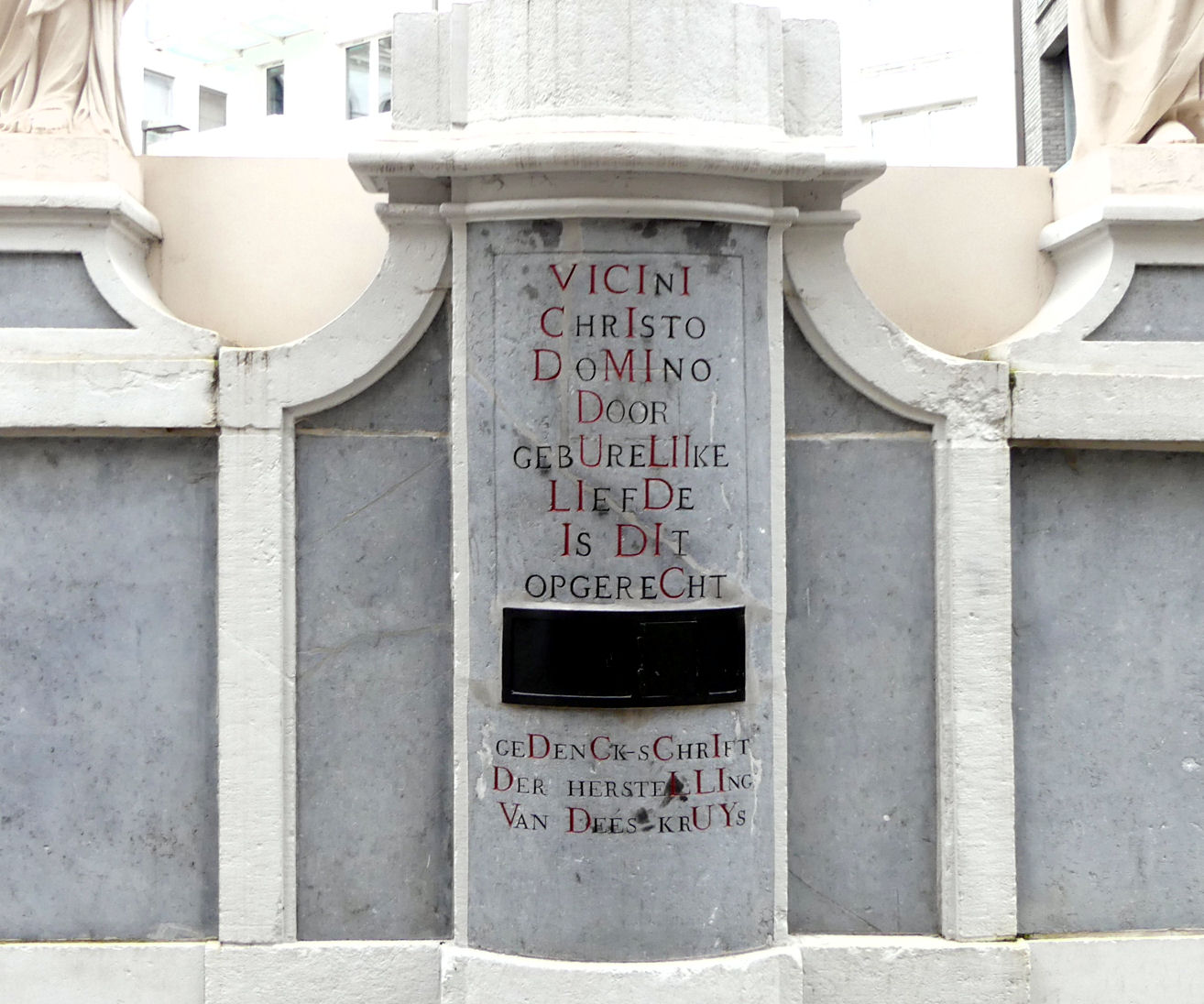
Vlaams chronogram, Antwerpen.

## Voorbeelden
- Het chronogram op de kerk van Rupelmonde bijvoorbeeld, GLORIOSE VICIT DRACONEM (Roemrijk overwon hij de draak) (zie foto) geeft het bouwjaar 1758 aan: L (50) + I (1) + V (5) + I (1) + C (100) + I (1) + D (500) + C (100) + M (1000) = 1758.
- Een ander voorbeeld: Karel II van Spanje gaf zijn naam aan Charleroi gesticht in 1666 met als chronogram CaroLo regIUM FUnDatUr (Charleroi is gesticht): C + L + I + U + M + U + D + U = 1666.
- Een chronogram met een vrome maar toch ook hypocriete ondertoon staat op de tiendschuur van de abdij van Herkenrode in Hasselt. Abdis Anna Catharina de Lamboy liet er het jaartal 1656 opzetten als L'ABONDANCE DE DIEV (De overvloed van God, terwijl het om een tiendschuur gaat: een belastingkantoor avant la lettre).
- Boven de ingang van de dorpskerk van Spalbeek (een deelgemeente van Hasselt) is een chronogram aangebracht, verwijzend naar de inwijding van de kerk door bisschop Doutreloux: SECUNDA DIE JUNII CONSECRAVIT DOUTRELOUX (Doutreloux wijdde op 2 juni: C + U + D + D + I + J + U + I + I + C + C + V + I + D + U + L + U + X). Jaartal = 1890.
- Boven een poort links van het bordes van het stadhuis van Leiden staat een jaardicht van stadssecretaris Jan van Hout, verwijzend naar Leidens ontzet van 1574:[3][4] NAE ZWARTE HUNGER-NOOT GEBRACHT HAD TOT DE DOOT BINAEST ZES DVIZENT MENSCHEN: ALST GOD DEN HEER VERDROOT GAF HI UNS WEDER BROOT ZO VEEL WI CUNSTEN WENSCHEN (V + V + U + C + I + V + I + M + C + L + V + I + U + V + V + V + L + V + V + I + C + U + V + V + C). Jaartal = 1574.
- Lokeren, Wort aLsnU VerheUgt In hUnnen bIssChop De sMet, // WIens CoMste, VIert heeL het LanDt Van Waes! (1732)[5]